# Rumänische Eishockeyliga 1970/71
Die Saison 1970/71 war die 41. Spielzeit der rumänischen Eishockeyliga, der höchsten rumänischen Eishockeyspielklasse. Meister wurde zum insgesamt zweiten Mal in der Vereinsgeschichte Dinamo Bukarest.

## Modus
In der Hauptrunde absolvierte jede der sechs Mannschaften insgesamt 25 Spiele. Der Erstplatzierte der Hauptrunde wurde Meister. Für einen Sieg erhielt jede Mannschaft zwei Punkte, bei einem Unentschieden gab es einen Punkt und bei einer Niederlage null Punkte.

## Hauptrunde

### Tabelle
|    | Klub                   | Sp | S  | U | N  | T   | GT  | Punkte |
| -- | ---------------------- | -- | -- | - | -- | --- | --- | ------ |
| 1. | Dinamo Bukarest        | 25 | 22 | 1 | 2  | 229 | 59  | 45     |
| 2. | Steaua Bukarest        | 25 | 21 | 2 | 2  | 218 | 36  | 44     |
| 3. | Avântul Miercurea Ciuc | 25 | 11 | 3 | 11 | 120 | 127 | 25     |
| 4. | Agronomia Cluj         | 25 | 8  | 2 | 15 | 103 | 169 | 18     |
| 5. | IPGG Bukarest          | 25 | 6  | 4 | 15 | 79  | 130 | 16     |
| 6. | Avântul Gheorgheni     | 25 | 0  | 2 | 23 | 59  | 277 | 2      |

Sp = Spiele, S = Siege, U = Unentschieden, N = Niederlagen